# Distretto di Yuhang
Il distretto di Yuhang (余杭区S, YuhangP) è un distretto della Cina, situato nella provincia dello Zhejiang.